# Alexander Fox

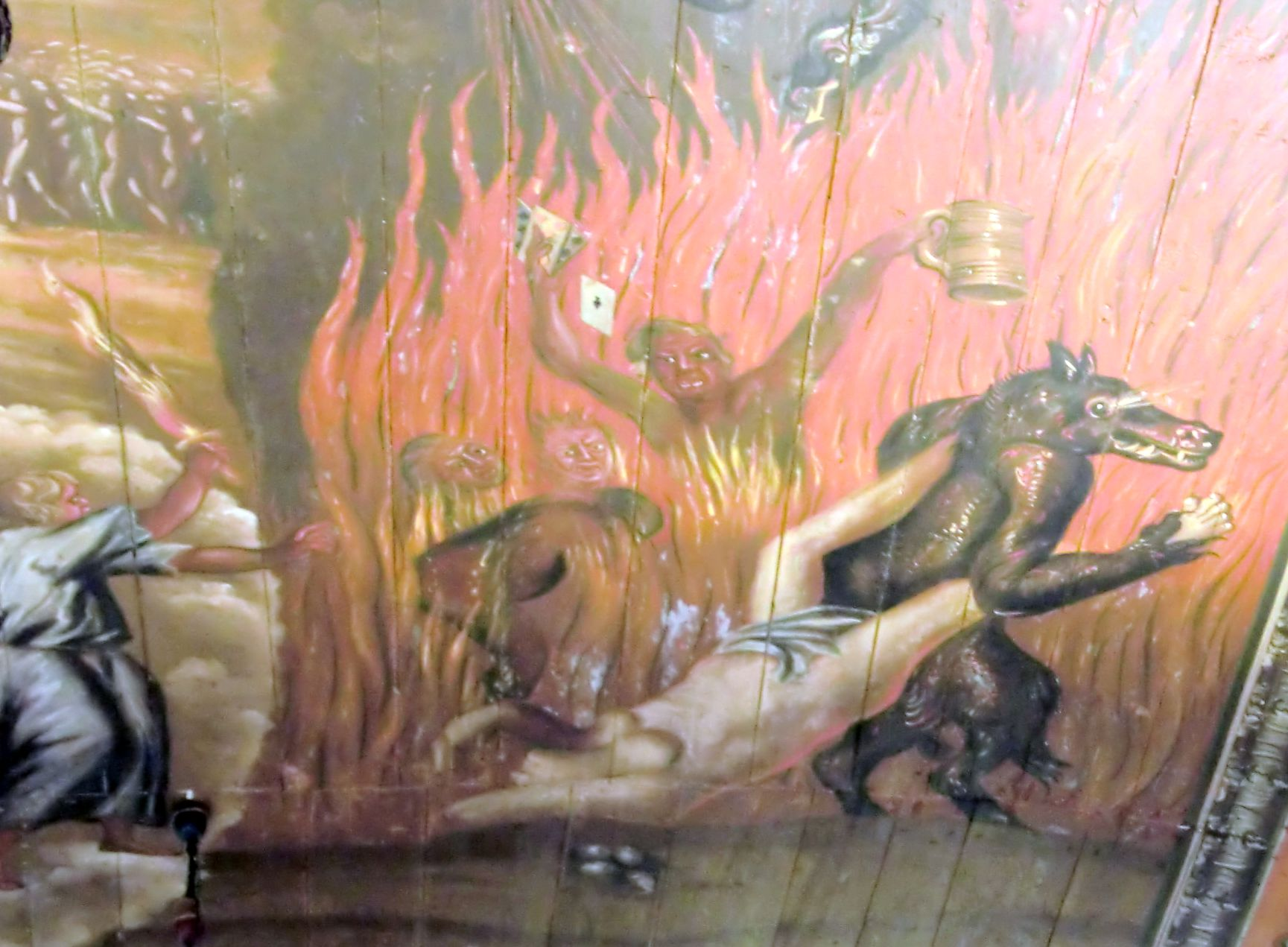
Takmålning av Alexander Fox i Nödinge kyrka.

Alexander Fox, född 8 juli 1684 i Göteborg, död 1744, var en svensk målarmästare, kyrkomålare, konterfejare och riksdagsman.

## Biografi
Alexander Fox var son till bleckslagarmästaren Abraham Fuchs och Anna Margareta Ludvig och gift med änkan Ingeborg Fuchs. Efter att ha varit gesäll hos Christian von Schönfeldt, bland annat som färgrivare vid Schönfeldts arbeten i Säve kyrka, blev han 1713 mästare i Göteborgs Målareämbete med målningen Bröllopet i Kana. Från 1720 var han ålderman i skrået fram till 1744 då han tog avsked från den befattningen. I sitt måleri var han starkt påverkad av Christian von Schönfeldt.
Som egen mästare utförde han 1731 målningen av altartavlan i Nödinge kyrka och 1734–1736 försåg han kyrkan med takmålningar.
Fox var riksdagsman för Göteborg vid riksdagarna 1738 och 1742.  